# Kleine Willemswaard
De Kleine Willemswaard is een stadswaard ten oosten van het stadscentrum van Tiel, tussen de Waal, het Amsterdam-Rijnkanaal en het Park Vijverberg. Het is een overstromingsvlakte van de Waal bij hoogwater, en een recreatiegebied voor de stadsbewoners.

## Geschiedenis
In de late middeleeuwen liep de hoofdgeul van de Waal langs de huidige Echteldsedijk / Waalbandijk. In 1818 werden de uiterwaarden ingepolderd en ontstond de Willemspolder, genoemd naar koning Willem I. De polder werd voornamelijk gebruikt voor agrarische doeleinden, zoals het weiden van vee. In de hoofdgeul werd een sluis geplaatst, de Prins Willemsluis. In de negentiende eeuw legde de veerpont Tiel-Wamel hier aan. Rond 1845 werd een stenen langsdam parallel aan de Waal aangelegd.
Voor de Tweede Wereldoorlog was de Willemspolder een van de grootste polders langs de Waal. Nadat hij werd doorsneden door het Amsterdam-Rijnkanaal, noemde men de westpunt de Kleine Willemspolder. Na 1860 zijn kribben aangelegd om de rivier bevaarbaar te houden. In de jaren daarna is veel zand afgezet tussen de langsdam en de kribben, en daaroverheen is in de twintigste eeuw een kleilaag aangebracht.
In 2017-2018 is het project FluviaTiel uitgevoerd en is het gebruik voor de landbouw gestopt. Achter de langsdam werd een geul aangelegd, min of meer op de plaats van de oude rivierbedding. De klep in de oude Prins Willemsluis werd verwijderd, zodat vrije overstroming bij hoogwater weer mogelijk is. De uiterwaard is daardoor niet langer een polder maar een stadswaard, een combinatie van een natuurgebied en een park. Hij heet nu de Kleine Willemswaard en is onderdeel van het Natura 2000-gebied Uiterwaarden Waal.
ARK Natuurontwikkeling zette in opdracht van Rijkswaterstaat een dynamisch beheer op, waarin natuurlijk processen vrij spel krijgen. Sinds 2022 wordt het beheer door een lokale partij voortgezet, in samenwerking met omwonenden en gebruikers in de zogeheten Waardgroep.
In 2020 is een kudde van negen Schotse Hooglanders in het gebied losgelaten om het gebied te begrazen. Dankzij de 'rewilding' is een ruig en robuust natuurlijk systeem ontstaan dat steeds meer in evenwicht is en beter bestand tegen klimaatverandering. Honderden plantensoorten zijn teruggekeerd, wat resulteerde in een grote toename aan insecten en vogels. Ook leven er nu bevers in het gebied.
Twee kisten waarmee wisenten van Polen naar Nederland zijn vervoerd, zijn hergebruikt als toegangspoort naar de stadswaard. Bij de ingang aan de Echteldsedijk staat een bord ter herdenking van drie Waalcrossers die hier op 22 oktober 1944 door de Duitsers werden gearresteerd en spoorloos zijn verdwenen. Deze verdwijningen stonden na de oorlog bij justitie te boek als de Tielcase.
In de Kleine Willemswaard worden geregeld excursies en struintochten georganiseerd.

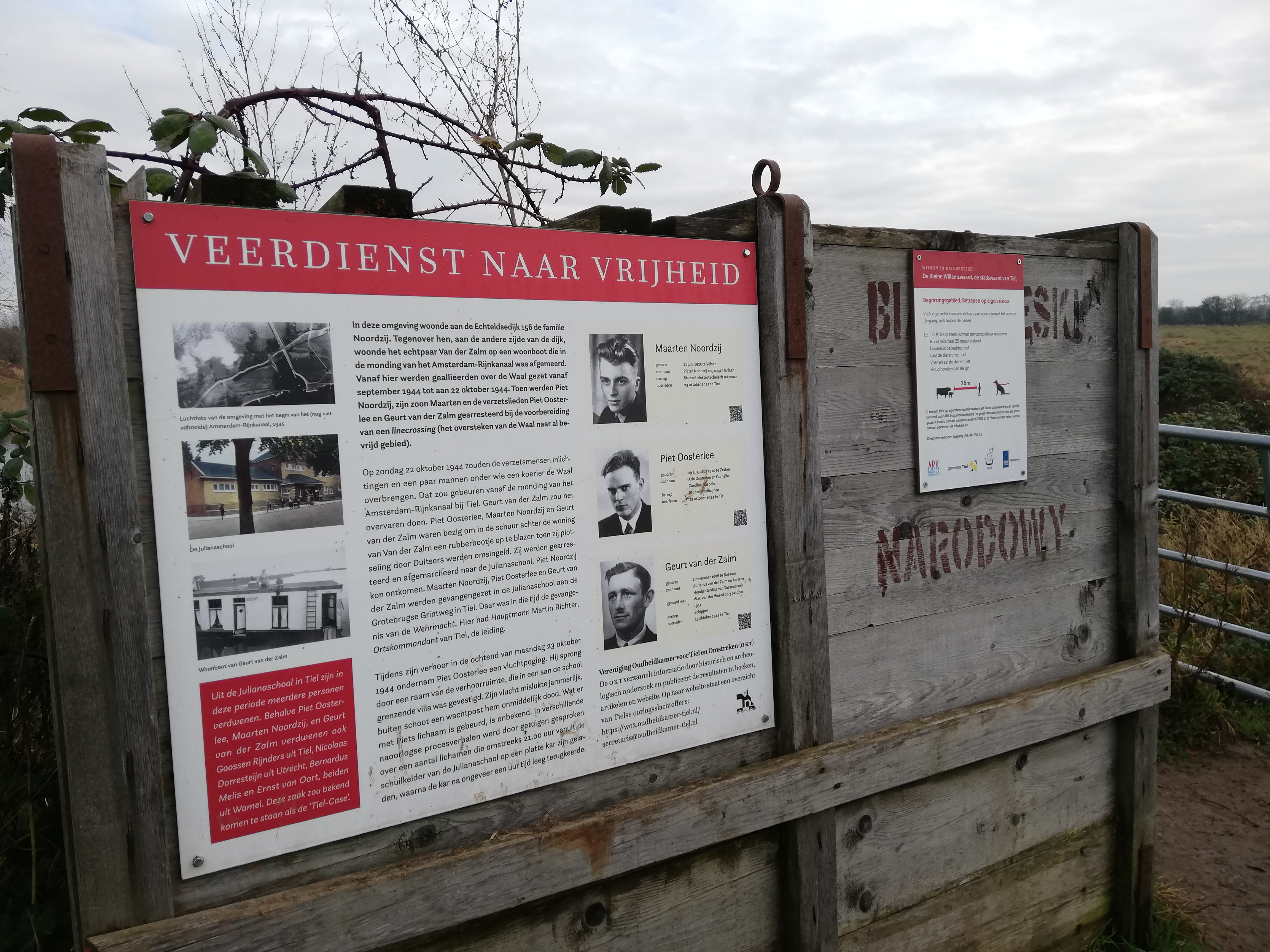
Toegangspoort met informatie over de Tielcase
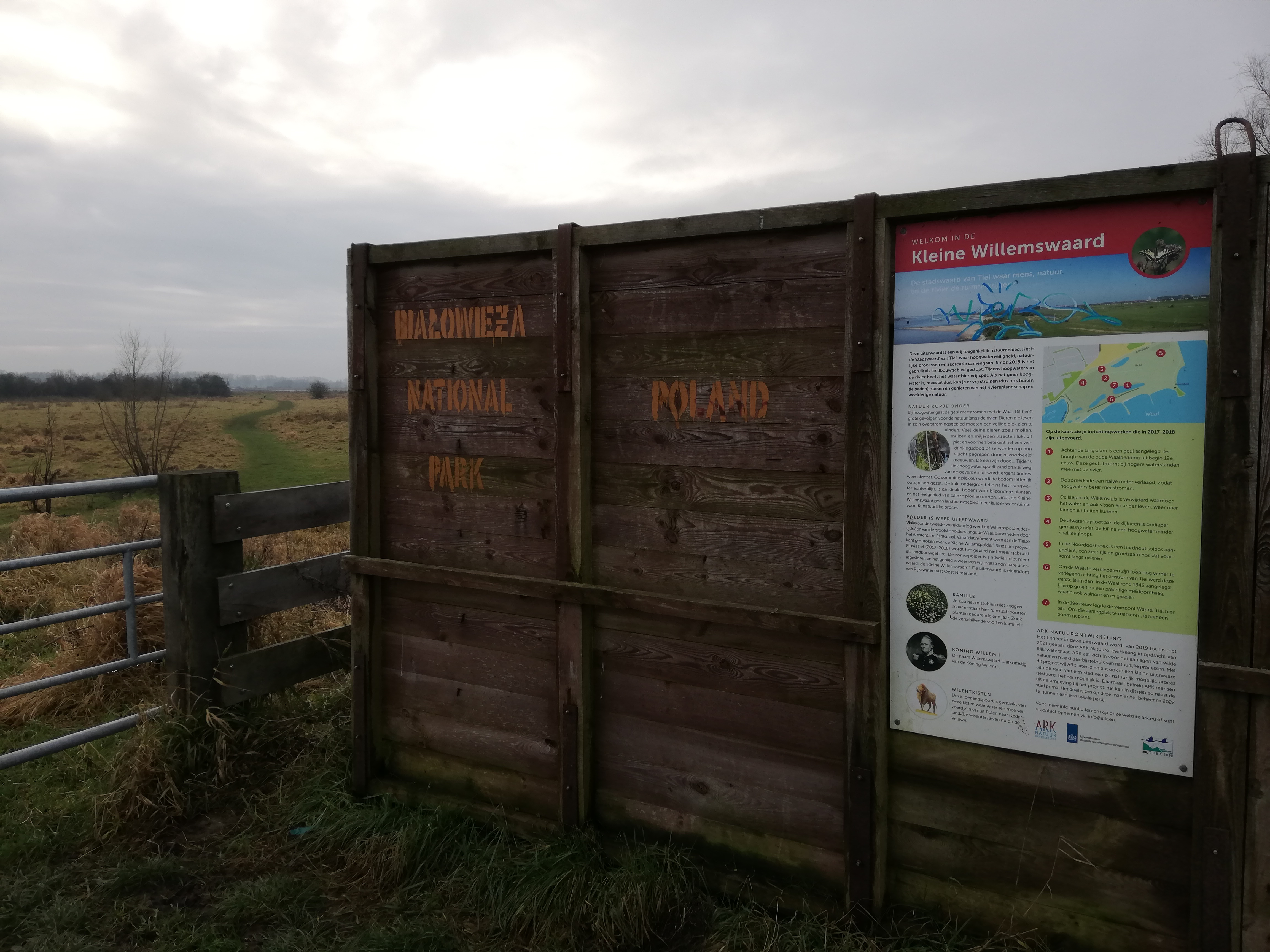
Toegangspoort met informatiepaneel